# Erastria lungtanensis
Erastria lungtanensis är en fjärilsart som beskrevs av Eugen Wehrli 1939. Erastria lungtanensis ingår i släktet Erastria och familjen mätare. Inga underarter finns listade i Catalogue of Life.